# Mileszyn
Mileszyn – wieś w Polsce, położona w województwie dolnośląskim, w powiecie głogowskim, w gminie Pęcław.
Do 2023 r. miejscowość była przysiółkiem wsi Droglowice.
W latach 1975–1998 przysiółek należał administracyjnie do województwa legnickiego.

## Zabytki
Do wojewódzkiego rejestru zabytków wpisany jest obiekt:
- park dworski, z końca XIX w.